# Paul Schüler
Paul Schüler (Ribnitz-Damgarten, 1987. június 14. –) német válogatott vízilabdázó, az ASC Duisburg játékosa.

## Sportpályafutása
Schüler gyermekkorában, 1993-ban kezdett vízilabdázni. 2008 óta tagja a német nemzeti válogatottnak.

## Nemzetközi eredményei
- Világbajnoki 8. hely (Sanghaj, 2011)
- Európa-bajnoki 5. hely (Eindhoven, 2012)
- Világbajnoki 10. hely (Barcelona, 2013)
- Európa-bajnoki 9. hely (Budapest, 2014)
- Európa-bajnoki 11. hely (Belgrád, 2016)